# Гай Валерий Фест
Гай Калпетан Ранций Квириналис Валерий Фест (на латински: Gaius Calpetanus Rantius Quirinalis Valerius Festus; † 85 или 86 г.), с рождено име Публий Валерий Фест, е политик на Римската империя през 1 век.

## Биография
Произлиза от триба Помптина от Италия, може би от Арециум. Осиновен е от Гай Калпетан Ранций Седат (суфектконсул 47 г.) и е в родствена връзка с Вителий.
Валерий Фест е легат на III Августов легион и управител на Нумидия и получава от Веспасиан наградата dona militaria. През 71 г. е суфектконсул със сина му Домициан. През 73 г. е curator riparum et alvei Tiberis. След това е легат (legatus Augusti pro praetore) в провинциите Панония (73 – 78) и Тараконска Испания (79 – 81).
През 85 или 86 г. се самоубива. Валерий Фест е sodalis Augustalis (императорски жрец) и понтифекс.